# Virginia Slims of Arkansas 1987
Il Virginia Slims of Arkansas 1987 è stato un torneo di tennis giocato sul cemento. È stata la 2ª edizione del torneo, che fa parte del Virginia Slims World Championship Series 1987. Si è giocato a Little Rock negli USA dal 2 all'8 novembre 1987.

## Campionesse

### Singolare
Sandra Cecchini ha battuto in finale  Nataša Zvereva con il punteggio di 0–6, 6–1, 6–3

### Doppio
Mary Lou Daniels /  Robin White hanno battuto in finale  Lea Antonoplis /  Barbara Gerken con il punteggio di 6–2, 6–4